# Brian Rix, Baron Rix
Brian Norman Roger Rix, Baron Rix CBE (* 27. Januar 1924 in Cottingham; † 20. August 2016 in London) war ein britischer Schauspieler, Aktivist für lernbehinderte Menschen und parteiloses Mitglied des House of Lords (Crossbencher).

## Leben
Brian Rix wurde 1924 als Sohn eines Schiffseigners aus Kingston upon Hull geboren. Nach seiner Ausbildung an der Bootham School in York arbeitete er bereits mit 17 Jahren als professioneller Schauspieler in Cardiff. Bei Ausbruch des Zweiten Weltkriegs wurde er zunächst zur Royal Air Force eingezogen, wurde allerdings bald auf eigenen Wunsch Kohleminenarbeiter, ein sogenannter Bevin Boy.
Nach dem Krieg kehrte Rix auf die Bühne zurück und gründete 1947 seine eigene Theatergesellschaft. Er baute feste Ensembles in Ilkley, Bridlington und Margate auf und galt mit erst 26 Jahren bereits als erfolgreicher Theatermanager und -schauspieler. Zwischen 1944 und 1969 stand er regelmäßig im berühmten Whitehall Theater in London auf der Bühne, erlangte aber zugleich auch im Fernsehen zunehmende Bekanntheit. Eines seiner bekanntesten Stücke ist Reluctant Heroes (zu Deutsch: Widerspenstige Helden), das er vier Jahre in Folge sowohl in Whitehall als auch per Tournee aufführte und das 1951 schließlich von der BBC für das Fernsehen adaptiert wurde. Nach dem Whitehall Theater wechselte Rix zum Garrick Theater, wo er noch größere Erfolge feierte. Zugleich spielte er in elf Filmen und 70 Fernsehkomödien mit, von denen die bekanntesten The Night We Dropped a Clanger (1959) (deutsch: Die Nacht in der wir in das Fettnäpfchen traten), The Night We Got the Bird (1961) (deutsch: Die Nacht in der wir den Vogel fingen), Don’t Just Lie There, Say Something! (1973) (deutsch: Lieg da nicht nur, sag etwas!) sind.
Er trat als Gastgeber der Sendung Let’s Go auf, dem ersten britischen Fernsehprogramm speziell für Menschen mit Lernschwächen. Im Jahre 1980 zog er sich von der Schauspielerei zurück und wurde Generalsekretär der Mencap, der National Society for Mentally Handicapped Children and Adults (von 1981 an Royal Society for Mentally Handicapped Children and Adults, seit 2002 Royal Mencap Society). Von 1987 ab wurde er deren Vorsitzender, seit 2002 war er ihr Präsident. Im Jahre 2004 gründete Rix an der University of East London das Rix Centre, in dem die Einsatzmöglichkeiten neuer Medien bei Lernschwächen erforscht werden. Seinen letzten größeren medialen Auftritt hatte er am 1. März 2009 als Gast in der Radiosendung Desert Island Discs.

### Familie
Brian Rix heiratete 1949 die Schauspielerin Elspet Gray. Zusammen bekamen sie vier Kinder, darunter den Fernsehproduzenten und Kinderbuchautor Jamie Rix sowie die Schauspielerin Louisa Rix. Ihre 2005 gestorbene Tochter Shelley Elspet wurde mit Down-Syndrom geboren. Die Fernsehschauspielerin Sheila Mercier ist seine ältere Schwester.

## Vermischtes
Brian Rix war Funkamateur, sein Amateurfunkrufzeichen war G2DQU.

## Auszeichnungen
Rix wurde 1977 zum Commander of the Order of the British Empire ernannt und am 25. November 1986 für seine wohltätigen Verdienste zum Knight Bachelor geschlagen. Seit 1984 hatte er die Ehrendoktorwürde der University of Essex inne. Von 1988 an übte er das Amt des Vice Lord Lieutenant von London aus. Am 27. Januar 1992 wurde er als Baron Rix, of Whitehall in the City of Westminster and of Hornsea in Yorkshire zum Peer auf Lebenszeit ernannt. Am 16. Juli 1997 schließlich wurde er zum ersten Kanzler der University of East London ernannt.

## Werke
Rix ist der Autor zweier Autobiographien, My Farce From My Elbow (1974) und Farce About Face (1989), sowie zweier Werke zur Theatergeschichte, Tour de Farce and Life in the Farce Lane. Für Mencap erstellte er zudem eine an Gullivers Reisen angelehnte Sammlung von Reiseberichten berühmter Persönlichkeiten. Seinen 80. Geburtstag nutzte er 2004 intensiv um Spendengelder und öffentliche Aufmerksamkeit für die Mencap zu erzeugen.

## Filmographie
- Reluctant Heroes (1951) (Widerspenstige Helden)
- Up to His Neck (1954) (Bis zum Hals)
- What Every Woman Wants (1954) (Was jede Frau will)
- Dry Rot (1956) (Braunfäule)
- Not Wanted on Voyage (1957) (Nicht gewünscht auf Reisen)
- The Night We Dropped a Clanger (1959) (Die Nacht, in der wir in das Fettnäpfchen traten)
- And the Same to You (1960) (So auch Dir)
- The Night We Got the Bird (1961) (Die Nacht, in der wir den Vogel fingen)
- Nothing Barred (1961) (Nichts versperrt)
- One for the Pot (1968) (Einer ins Töpfchen)
- Don’t Just Lie There, Say Something! (1973) (Lieg da nicht nur, sag etwas!)